# Décès en 1239
Décès
- 1235
- 1236
- 1237
- 1238
- 1239
- 1240
- 1241
- 1242
- 1243

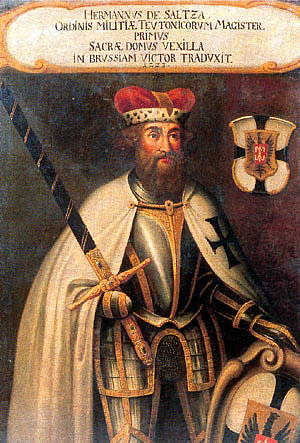
Hermann von Salza, mort en 1239.

Cette page dresse une liste de personnalités mortes au cours de l'année 1239 :
- 3 février : Kujō Ninshi, impératrice consort du Japon, consort de l'empereur Go-Toba.
- 3 mars : Vladimir IV de Kiev, grand-prince du Rus' de Kiev de la dynastie des Riourikides.
- 20 mars : Hermann von Salza, 4e grand maître de l'ordre Teutonique
- 28 mars : Go-Toba, 82e empereur du Japon.
- 5 juin : Ladislas Odonic, duc de Grande-Pologne.
- 16 octobre : Premysl Ier de Moravie, margrave de Moravie.
- 13 novembre : Henri II de Bar, comte de Bar.
- 19 ou 24 novembre : Raoul de Beauvais, évêque de Nevers.
- 13 décembre : Albert IV le Sage : comte de Habsbourg et landgrave de Haute-Alsace.
- 29 décembre : Niccolò Conti di Segni, auditeur à la rote romaine, chanoine de la basilique Saint-Pierre, légat en Arménie et cardinal-prêtre de S. Marcello.

- Boson III de Challant, seigneur de Challant et 4e vicomte d'Aoste.
- Thomas de Fréauville, évêque de Bayeux.
- Guillaume II des Baux-Orange, prince d'Orange.
- Irène Lascarine, princesse byzantine, impératrice de Nicée.
- Jean de Dreux, comte de Vienne et de Mâcon.
- Magnus II des Orcades, ou Magnus d’Angus, comte des Orcades et comte de Caithness en Écosse.
- Robert Ier de Courtenay-Champignelles, seigneur de Champignelles, de Château-Renard en partie (Loiret), de Charny (Yonne), de Champignolles, de Conches, de Nonancourt (Eure) et de Mehun-sur-Yèvre (Cher) et bouteiller du roi de France Louis VIII.
- Simon de Dammartin, comte d'Aumale puis comte de Ponthieu et de Montreuil.

date incertaine (vers 1239)
- Guy,  cardinal-prêtre de S. Eustachio
- Ibn Fallus, mathématicien arabe.

## Crédit d'auteurs
- Cet article est partiellement ou en totalité issu de l'article intitulé « 1239 » (voir la liste des auteurs).